# 三角洲1000
三角洲1000系列（英語：Delta 1000），又稱為直八（英語：Straight-Eight），是美國的消耗性發射系統，在1972年到1975年之間曾進行過8次軌道發射。它是三角洲系列運載火箭家族的成員。存在幾種變體，以四位數數字代碼區分。
相同的第一階段和助推器用於所有變體。第一階段是擴展的長坦克雷神，這是早期版本使用的長坦克雷神的進一步延伸版本，其本身是從雷神導彈衍生而來的。附加了四個，六個或九個Castor-2固體火箭助推器，以增加起飛時的推力。這些改進使Delta 1000系列可以將1,835千克（4,045磅）的重量提升至LEO或將635千克（1,400磅）的重量提升至GTO。
暱稱「直八」是因為其第二級變體的直徑與第一級相同，直徑為8英尺（2.4 m）；先前的Delta第二級的直徑較小。根據不同的型號，執行了兩個不同的第二級：
- 配備了Aerojet AJ10-118G發動機的Delta-F第二級進行了3次發射，分別是Explorer 47、50和51。 （Anik A1）衛星發射使用了Aerojet發動機（在Delta 1000系列中錯誤地標記為xx1x）
- Delta-P第二級採用了新型TRW TR-201發動機，分別在1973年和1975年進行了兩次發射。[1]

一些飛行使用了第三級，即Thiokol Star-37D或Star-37E，進行了低地球軌道之外的發射。由三角洲1000系列火箭Delta 1913發射的月球探測器Explorer 49，於1973年6月10日進入月球軌道。
三角洲1000火箭分別從范登堡空軍基地的2W航天發射場和卡納維拉爾角空軍基地的17B發射場發射，所有八次發射均成功。